# Дом Вучи на Саве
Дом Вучи на Саве (серб. Вучина кућа на Сави) находится на ул. Карагеоргиева д. 61-61а, в Белграде, на территории городского района Савски-венац. Дом построен в 1908 году, является недвижимым объектом культурного наследия и памятником культуры
Дом Вучи был построен в период процветания района «савска варош», по проекту архитектора Димитрия Т. Леко, в качестве представительного трехэтажного здания с двойным назначением для торговца Джордже Вучо. В помещениях первого этажа располагались магазины, в то время как второй и третий этаж были назначены для размещения жилья. В объемно-планировочном отношении здание является панданом здания Белградского кооператива, расположено напротив его.
Хотя концепция здания разработана традиционно, с применением разделения фасада на три части, отделки главного фасада указывает на прорыв новой архитектуры в стиле модерн. Вертикализм торцевого фасада, ориентированного к площади, достигнут с применением характерных трехстворных окон второго и третьего этаже, над которыми в зоне крыши находится аркообразная аттика с пирамидальным куполом. Центральным мотивов декоративной отделки фасада является мотив головы женщины с ракушкой и гирляндами в полукруглом поле тимпана второго этажа. Боковые фасады оживлены балконами с ограждениями из кованого железа, на которых преобладают геометрические и растительные мотивы. Первый этаж здания был предназначен для размещения магазинов, квартиры — для размещения представительного жилья.
Дом Вучи представляет собой вклад в развитие бывшего когда-то Малого базара на р. Сава, указывает на интересные отношения между заказчиком и проектировщиком, являющиеся уникальным случаем в белградской архитектуре, в котором все возводимые для семьи Вучо сооружения проектируются архитектором Димитрием Т. Леко, а именно в стиле модерн. В течение 19 века в этом районе имелись участки и дома выдающихся граждан Белграда, в том числе семьи Антула, Вуча, Стояновичи и др. Около Малого базара находились дом Любомира Крсмановича, построенный в 1894 и отель «Босния». В бомбардировках во время Второй мировой войны здание получило частичные повреждения. Ремонт производился по проекту 1946.